# Estación de Las Margaritas-Universidad
Las Margaritas-Universidad, denominado originalmente Las Margaritas, es un apeadero ferroviario situado en el municipio español de Getafe, en la Comunidad de Madrid. Las instalaciones se encuentran ubicadas junto a la calle Madrid, en el barrio de El Ventorro (Getafe Norte), y forman parte de la línea C-4 de Cercanías Madrid. Su tarifa corresponde a la zona B1 según el Consorcio Regional de Transportes.

## Situación ferroviaria
Las instalaciones se encuentran situadas en el punto kilométrico 12,8 de la línea férrea de ancho ibérico Móstoles-Parla.

## Historia
El apeadero fue inaugurado el 12 de enero de 1987 con el fin de dar servicio a los barrios que se fueron articulando en la parte norte de Getafe. El recinto formaba parte de la línea Madrid-Ciudad Real, concretamente del tramo Madrid-Parla que formaba parte de la incipiente red de Cercanías Madrid. En sus primeros años el apeadero era denominado «Las Margaritas», por el nombre del barrio homónimo de Getafe. Con motivo de la apertura de la Universidad Carlos III en Getafe el apeadero fue reformado, siendo reinaugurado el 28 de mayo de 1995 con el nombre de «Las Margaritas-Universidad».
En enero de 2005, con la extinción de RENFE, el organismo Adif pasó a ser el titular de las instalaciones.

## Localización
El área de influencia de esta estación abarca todo el barrio de Getafe Norte, el barrio de Las Margaritas y el campus de la Universidad Carlos III, si bien el barrio de Getafe Norte cuenta desde 2003 con tres estaciones de Metrosur: El Casar, Los Espartales y El Bercial. Antiguamente se denominaba Las Margaritas. La estación está a 18 minutos de la estación de Sol, en el centro de la capital, y a 43 minutos de la terminal T-4 del aeropuerto de Barajas
La mayor afluencia se da a la hora de salida en la Universidad Carlos III, que a veces coincide con la salida de los alumnos del cercano instituto Antonio López García. Por las mañanas mucha gente utiliza esta estación para desplazarse a sus puestos de trabajo en la capital u otras partes de la Comunidad de Madrid.

## Servicios ferroviarios

### Cercanías
| procedencia/destino   | < estación      | línea | estación >    | destino/procedencia |
| --------------------- | --------------- | ----- | ------------- | ------------------- |
| Alcobendas-S.S. Reyes | Villaverde Alto |       | Getafe Centro | Parla               |
| Colmenar Viejo        | Villaverde Alto |       | Getafe Centro | Parla               |

## Conexiones
| Diurnos |                      |                                                     |                           |
| Línea   | Destino              | Parada                                              | Operador                  |
| 3       | Circular de Getafe A | 20115 Sto. Dom. Calzada - Est. Las Margaritas-Univ. | Avanza Movilidad Integral |
| 3       | Circular de Getafe B | 20114 Sto. Dom. Calzada - Est. Las Margaritas-Univ. | Avanza Movilidad Integral |

| Diurnos |                                   |                                              |                           |
| Línea   | Destino                           | Parada                                       | Operador                  |
| 443     | Getafe (Barrio de Las Margaritas) | 11714 Madrid-Est. Las Margaritas-Universidad | Avanza Movilidad Integral |
| 443     | Madrid (Plaza Elíptica)           | 11715 Madrid-Est. Las Margaritas-Universidad | Avanza Movilidad Integral |